# Sertularia nasonovi
Sertularia nasonovi is een hydroïdpoliep uit de familie Sertulariidae. De poliep komt uit het geslacht Sertularia. Sertularia nasonovi werd in 1913 voor het eerst wetenschappelijk beschreven door Kudelin. 